# 185535 Gangda
185535 Gangda este un asteroid din centura principală de asteroizi.

## Descriere
185535 Gangda este un asteroid din centura principală de asteroizi. A fost descoperit pe 28 noiembrie 2007 la XuYi în cadrul programului PMO NEO Survey. Asteroidul prezintă o orbită caracterizată de o semiaxă mare de 2,57 ua, o excentricitate de 0,25 și o înclinație de 6,5° în raport cu ecliptica.